# 長谷川美月
長谷川 美月（はせがわ みつき、2002年（平成14年）9月16日 - ）は、日本のファッションモデル、ダンスアンドボーカルユニット「MAGICOUR」のメンバー。石川県出身。VINEYARD所属。

## 略歴
Popteen専属モデル昇格をかけたリアリティーショーの第二弾、『第2次Popteenカバーガール戦争』（通称、第2次ポプ戦）が、AbemaTVで製作され「100人オーディション」へ応募。最終審査へ進むものの「第2次ポプ戦」新メンバーに選ばれなかった。
『第3次Popteenカバーガール戦争』（通称、第3次ポプ戦）に応募し、新メンバー入りを果たす。番組企画で、オープニングムービーのセンターを決めるダンスバトルが行われ、上位3名に残る。中間総選挙は5位で通過し、同時にレギュラーモデル昇格が発表される。最終回まで出演を続けるが、専属モデル昇格は叶わなかった。
『Popteen』2020年3月号よりレギュラーモデルとして掲載される。『Popteen』2020年10月号で同誌専属モデルに昇格した。
『Popteen』からダンスアンドボーカルユニットを誕生させるプロジェクト「7+ME Link」のスタートメンバーに選ばれる。グループ名は「MAGICOUR」に決まり、2020年11月25日にデジタル配信のシングル曲『MAGIC』でデビューを果たした。
AbemaTVの恋愛リアリティーショー番組『恋とオオカミには騙されない』の女性メンバー5名に選ばれる。

## 人物
- 幼少期の夢は、アイドルになることだった[18]。
- モーニング娘。がきっかけで小学校2年生よりジャズダンスを習う[19][13][14]。
- 「第2次ポプ戦」の「100人オーディション」で、開始前は涙ぐみ、その後にキレのあるダンスをする様が審査員生見愛瑠の目に留まった[20]。
- タン塩を筆頭に焼肉が好物である[21]。
- 中学では陸上部に所属。

## 出演

### テレビ
- 超無敵クラス（2021年3月16日 - 4月24日・10月12日 - 11月9日、日本テレビ）[22][23]
- 新しいカギ（2021年6月25日・8月6日、フジテレビ）
- あなたの故郷アニメ化計画　モデル・みちゅ／Popteen　長谷川美月～石川県小松市篇（2021年12月29日、BSテレビ東京）[24]
- 王様のブランチ（TBSテレビ、2022年4月2日 - ）
- 突然ですが占ってもいいですか？（2022年8月29日、フジテレビ）[25]

### ネット番組
- 第3次Popteenカバーガール戦争（2019年10月4日 - 2020年1月17日、AbemaTV）[26][20][10]
- 恋とオオカミには騙されない（2021年2月14日 - 5月2日、AbemaTV）[17][12]

### 映画
- TOKYO, I LOVE YOU（2023年11月10日、ナカチカピクチャーズ）[27]

## 書籍

### 雑誌
- Popteen（2020年10月号 - 、角川春樹事務所）専属モデル[12]